# USS McCalla (DD-253)
«Маккала» (англ. USS McCalla (DD-253) — військовий корабель, ескадрений міноносець типу «Клемсон» військово-морських сил США за часів Другої світової війни.
«Маккала» закладений 25 вересня 1918 року на верфі Bethlehem Shipbuilding Corporation, у Квінсі, штат Массачусетс, де 18 лютого 1919 року корабель був спущений на воду. 19 травня 1919 року він увійшов до складу ВМС США.

## Історія служби

### 1940
Американський есмінець «Маккала» був переданий за угодою «есмінці в обмін на бази» Королівському флоту Великої Британії. Згідно з цим договором США передавали британцям 50 есмінців зі свого резерву за умови 99-річної оренди британських військових баз у Західній півкулі. 23 жовтня 1940 року есмінець прибув до Галіфаксу з групою кораблів, яку передавали Королівським британському та канадському флотам, де його перейменували на «Стенлі».

### 1941
1 жовтня 1941 року есмінець вийшов з «Бланкні» з Клайда на підтримку ескорту конвою WS 12. Входив до сил ближнього супроводу, який очолював крейсер «Каїр».
У грудні 1941 року «Стенлі» виконував завдання з супроводу конвою HG 76, який прямував до Гібралтару. 17 грудня на водній поверхні палубним літаком «Марлет» з ескортного авіаносця «Одасіті» був помічений німецький підводний човен U-131, який спробував зануритися на глибину. Британські кораблі та літаки негайно розпочали атаку, але «Марлет» був збитий німцями під час штурмовки. Тому есмінці «Стенлі», «Бланкні» й «Ексмур», шлюпи «Сток» і «Пентстемон» відкрили вогонь з гармат головного калібру по субмарині противника. Капітан U-131 вирішив затопити корабель; усі 47 німецьких підводників потрапили в полон.
18 грудня екіпаж «Стенлі» південніше островів Мадейра виявив U-434 і розпочав переслідування човна. «Бланкні» тричі атакував субмарину глибинними бомбами, внаслідок чого U-434 дістав пошкоджень і вимушено сплив на поверхню. Німецький екіпаж був узятий полоненими, човен затонув.
19 грудня 1941 роу західніше мису Фіністерре у битві за конвой HG 76 з 32 суден німецька «вовча зграя» «Зеераубер» затопила 2 судна та 2 кораблі ескорту: ескортний авіаносець «Одасіті» і U-574 потопив есмінець «Стенлі». Німецький рейд на транспортний конвоїв коштував Крігсмаріне 5 човнів U-127, U-131, U-434, U-574, U-567 і двох патрульних літаків Fw 200 «Кондор». Перша перемога союзників у битві за конвой